# 128895 Bright Spring
128895 Bright Spring este un asteroid din centura principală de asteroizi.

## Descriere
128895 Bright Spring este un asteroid din centura principală de asteroizi. A fost descoperit pe 4 octombrie 2004 la Observatorul Jarnac din Vail-Jarnac. Asteroidul prezintă o orbită caracterizată de o semiaxă mare de 2,33 ua, o excentricitate de 0,17 și o înclinație de 2,4° în raport cu ecliptica.